# Luis de Torres
Luis de Torres (ursprünglich vielleicht Josef ben ha-Levi Haivri; * im 15. Jahrhundert in Spanien; † 1493 in La Navidad) war ein spanischer Judeoconverso. Er begleitete 1492 Christoph Kolumbus als Dolmetscher bei dessen erster Entdeckungsreise nach Amerika.

## Leben
Luis de Torres diente dem Gouverneur von Murcia als Dolmetscher. Wegen seiner Sprachkenntnisse wurde er als Mitglied der Besatzung der ersten Reise von Christoph Kolumbus nach Amerika von 1492 mitgenommen. Torres sprach neben Spanisch auch Portugiesisch, Hebräisch, Aramäisch und etwas Arabisch. Er sollte bei den Gesprächen mit dem Großkhan eingesetzt werden. Torres hatte sich kurz vor der Abreise taufen lassen. Entgegen älterer Meinung war er vermutlich das einzige Besatzungsmitglied jüdischer Herkunft.
Als Kolumbus auf Kuba landete, vermutete er, die Residenz des Großkhans gefunden zu haben. Am 2. November 1492 sandte er Torres zusammen mit Rodrigo de Jerez und zwei Indianern ins Landesinnere aus, um Erkundigungen einzuziehen und Verbindungen anzuknüpfen. Torres und seine Begleiter kehrten nach vier Tagen zurück. Sie meldeten, dass sie von der einheimischen Bevölkerung, die in großen Hütten wohnten, freundlich empfangen worden seien. Gold fanden sie keines, doch fanden sie Hinweise auf Gewürze. Weiter erzählten sie, dass die Einheimischen gerollte trockene Blätter in der Hand hielten, „um sich ihren Gebräuchen gemäß zu beräuchern“. Torres und Rodrigo de Jerez waren somit die ersten Europäer, die das Tabakrauchen beobachtet hatten.
Luis de Torres war vermutlich einer der 39 Männer, die bei Kolumbus’ Rückreise nach Spanien auf Hispaniola blieben und die Festung La Navidad gründeten. Die ersten spanischen Siedler in Amerika gerieten schon bald untereinander und mit den Indios in Streit. Als Kolumbus auf seiner zweiten Amerikareise im November 1493 auf Hispaniola landete, fand er die Siedlung zerstört. Alle Spanier, darunter wohl auch Torres, hatten den Tod gefunden.